# 278 (szám)
A 278 (római számmal: CCLXXVIII) egy természetes szám, félprím, a 2 és a 139 szorzata.

## A szám a matematikában
A tízes számrendszerbeli 278-as a kettes számrendszerben 100010110, a nyolcas számrendszerben 426, a tizenhatos számrendszerben 116 alakban írható fel.
A 278 páros szám, összetett szám, azon belül félprím, kanonikus alakban a 21 · 1391 szorzattal, normálalakban a 2,78 · 102 szorzattal írható fel. Négy osztója van a természetes számok halmazán, ezek növekvő sorrendben: 1, 2, 139 és 278.
A 278 négyzete 77 284, köbe 21 484 952, négyzetgyöke 16,67333, köbgyöke 6,52652, reciproka 0,0035971. A 278 egység sugarú kör kerülete 1746,72552 egység, területe 242 794,84664 területegység; a 278 egység sugarú gömb térfogata 89 995 956,5 térfogategység.
A 278 helyen az Euler-függvény helyettesítési értéke 138, a Möbius-függvényé 1, a Mertens-függvényé −3.